# Герасимова, Наталья Борисовна
Наталья Борисовна Герасимова (род. 6 апреля 1950, Москва) — советская и российская певица хора, педагог, народная артистка России (1994).

## Биография
Наталья Борисовна Герасимова родилась в Москве 6 апреля 1950 года. Окончила дирижёрско-хоровое отделение музыкального училища им. Октябрьской революции, затем Институт Гнесиных по классу вокала. В 1970—1971 годах работала учителем пения школы-интерната № 75 в Москве, а в 1971—1974 годах — преподаватель Дома культуры Московского рыбокомбината.
В 1977 году стажировалась в Большом театре.
В 1971—1993 годах была ведущей солисткой Московского академического Камерного хора под управлением народного артиста СССР В. Минина. Гастролировала с хором в США, Канаде, Мексике, Китае, Индии, Вьетнаме, Корее, Италии, Франции, Австрии, Чехословакии, Болгарии, Турции, Польше, Дании, Нидерландах и других странах. Участвовала в хоровых премьерах произведений «Пушкинский венок», «Ночные облака» Г. Свиридова и «Перезвоны» В. Гаврилина.
В 1994—1998 годах — солистка камерного хора «Кантус Дэн» (Москва).
Много сотрудничала с камерным ансамблем «Барокко» Ярославской областной филармонии.
С 1998 года работала руководителем и солисткой концертно-театрального центра «Югра-Классик» в Ханты-Мансийск, преподавала в Центре искусств для одарённых детей Севера и в Ханты-Мансийском филиале Российской академии музыки им. Гнесиных.
Выступала с «Виртуозами Москвы», «Musica Viva» А. Рудина, Камерным оркестром Литвы С. Сондецкиса, с Е. Ф. Светлановым. Участвовала в концертах с Д. Башкировым, И. Жуковым, В. Крайневым, В. Сканави, Н. Штаркманом.
С 2014 года преподаёт вокал в Московском камерном хоре.
Записала 17 сольных дисков, а всего — около 40 дисков и пластинок со своим участием.

## Награды и премии
- Лауреат Всесоюзного конкурса вокалистов им. Глинки (2-я премия, 1981).
- Заслуженная артистка РСФСР (1985).
- Народная артистка Российской Федерации (6 июля 1994) — за большие заслуги в области музыкального искусства[1].
- Орден Почёта (27 апреля 2023)[2].
- Заслуженный деятель культуры ХМАО — Югры.
- Медаль «За вклад в отечественную культуру».
- Национальная премия «Имперская культура» имени Эдуарда Володина (2016)[3].